# Урусово (село, Липецкая область)
Уру́сово — село Чаплыгинского района Липецкой области. Центр Урусовского сельсовета.

## География
Стоит на берегах реки Рановы. Вдоль юго-западной границы села проходит железнодорожная линия Чаплыгин — Павелец — Москва.
К Урусову на востоке примыкает деревня Притыкино.

## История
В XVI веке на этом месте находилось сторожевое укрепление, при котором позже выросло село. Название могло произойти от фамилии служилых людей Урусовых, которые населяли здешние селения в XVI—XVII веках.
Владельцем села в конце XVIII века был Пётр Максимович Бунин (1746—1801) — отец Анны Буниной и матери П. Н. Семёнова, затем — его сын Василий Петрович Бунин.
Усадьба была продана Буниным Кропоткиным. При продаже было оговорено, чтобы покупатель финансировал строительство каменной церкви вместо сгоревшей деревянной. Проект Никольской церкви (ныне ), построенной в 1830 году, был составлен П. Н. Семёновым.
Ещё один памятник — усадебный деревянный дом помещика Вагнера, построенный в середине XIX века. Старинный парк сегодня охраняется государством как дендрологический памятник природы.
В усадебном доме до мая 2019 года располагалась, открытая в 1925 году, школа.

## Население
| 1859 | 1906 | 2008 | 2010 |
| ---- | ---- | ---- | ---- |
| 347  | ↗596 | ↘270 | ↘232 |

## Улицы села
Железнодорожный переулок — Расположен у остановочного пункта 294-й километр.
Лесная улица — идёт от моста через реку Ранова, в сторону леса, так же называется «старое Урусово».
Набережная улица — расположена параллельно центральной улице, вдоль реки.
Полевая улица — находится правее центрально улицы, перпендикулярно Лесной.
Родниковый переулок — Расположен перпендикулярно центральной улице.
Садовая улица
Центральная улица — самая большая улица села, проходит через всё село от моста через реку Ранова, до остановочного пункта 294-й километр.

## Экономика
Недалеко от Урусова находится горно-рудный комбинат «Ранова».
По состоянию на ноябрь 2012 года, предприятие готовится к повторному запуску после нескольких лет простоя.

## Транспорт
В 2,5 километрах от села расположена одноимённая станция Урусово ЮВЖД.
В самом селе есть остановочный пункт 294й километр, на котором 2 раза в сутки останавливается электропоезд Павелец-Мичуринск.
От райцентра, города Чаплыгин, село находится в 40 километрах, дорога асфальтирована.
Несколько раз в сутки ходит автобус до Чаплыгина
Автомобильным транспортом можно добраться круглый год через Чаплыгин. В летнее время, из села, можно так же проехать по грунтовой дороге до деревни Дегтярка, оттуда до пгт. Милославское и далее через Скопин до Москвы по М6.

## Образование
Урусовская средняя школа, открытая в 1925 году, в 2012 году была преобразована в урусовский филиал троекуровской средней школы и закрыта в 2019 году. 

## Известные уроженцы
- В 1774 году в Урусове родилась поэтесса А. П. Бунина. В селе находилась усадьба Буниных.
- В 1827 году в поместье рядом с селом родился русский географ, ботаник, статистик и общественный деятель П. П. Семёнов-Тян-Шанский
- В 1922 году родился Иван Александрович Николаев, полковник Советской Армии, участник Великой Отечественной войны, Герой Советского Союза (1945).

## Достопримечательности
- Никольский храм, действующий, 1830 года постройки.
- Могила Буниной Анны Петровны.